# 赤道ギニアの港湾
赤道ギニアの港湾（せきどうギニアのこうわん、英語: Ports and harbours in Equatorial Guinea）は、赤道ギニアにおける港湾について記す。

## 一覧
- マラボ港（ビオコ島 マラボ）
- ルバ港（ビオコ島 ルバ）
- バタ港（リオ・ムニ（大陸部） バタ）